# Aulus Semproni Atratí
Aulus Semproni Atratí (llatí: Aulus Sempronius Atratinus) va ser un magistrat romà dels primers anys de la República. Formava part de la gens Semprònia, una família romana molt antiga.
Tenia la direcció de Roma (prefecte de la ciutat), quan es va lliurar la batalla del Llac Regil que se situa generalment l'any 496 aC. Va ser cònsol l'any 497 aC i altre cop cònsol el 491 aC, quan va haver de buscar gra per al poble. L'any 487 aC es va encarregar altre cop de la direcció de la ciutat mentre es lliurava la guerra contra els hèrnics i els volscs. L'any 482 aC va ser també interrex.